# Quantum Cowboys
Pour plus de détails, voir Fiche technique et Distribution.
Quantum Cowboys est un film d'animation américain réalisé par Geoff Marslett et sorti en 2022.

## Fiche technique
- Titre original : Quantum Cowboys
- Réalisation : Geoff Marslett
- Scénario : Howe Gleb et Geoff Marslett
- Animation :
- Photographie : Jon Firestone et Adam J. Minnick
- Décors :
- Montage : Tom Wilson, Matt Latham et Ian Holden
- Musique : Howe Gelbe et Maciej Zielinski
- Production : Geoff Marslett, Melodie Sisk et Bill Way
  - Producteur exécutif : Meryem Ersoz
  - Producteur associé : Alex Rhodes-Wilmere
- Société de production : Fit Via Vi et Swerve Pictures
- Société de distribution :
- Pays de production :  États-Unis
- Langue originale : anglais
- Format : couleur — 2,35:1
- Genre : animation
- Durée : 99 minutes
- Dates de sortie :
  - France : 13 juin 2022 (Annecy)

## Distribution
- Kiowa Gordon : Frank
- Lily Gladstone : Linde
- John Way : Bruno
- David Arquette : Colfax
- Frank Mosley : Depew
- Gary Farmer : Calvin
- Patrick Page : Memory
- John Doe : John
- Neko Case : Alice
- Alex Cox : Frère John Kino
- Trieste Kelly Dunn : Anna la sirène
- Howe Gelb : Blacky

## Distinctions
- 2022 : Prix de la meilleure musique originale dans la catégorie longs métrages au festival international du film d'animation d'Annecy